# Paranhos (Mato Grosso del Sur)
Paranhos es un municipio brasileño ubicado en el sur del estado de Mato Grosso do Sul, fue fundado el 20 de noviembre de 1958.
Situado a una altitud de 429 m s. n. m., su población según los datos del IBGE para el año de 2004 era de 10.592 habitantes, la superficie es de 1.305 km².
Está unida con la ciudad paraguaya de Ypejhú.